# ナゾトキ姫は名探偵♥
『ナゾトキ姫は名探偵♥』（ナゾトキひめはめいたんてい）は、阿南まゆきによる日本の漫画作品。小学館『ちゃおDX』で連載、および『ちゃお』本誌で不定期掲載されている。
『ちゃおDX』で連載の本格ミステリーコミック。2012年には『ちゃお』付録DVDでアニメ化されている。

## ストーリー
読書が大好きな女子高生・詩音ひなみは、いつもは気弱でアガリ症だが、眼鏡を外すと名探偵「ナゾトキ姫」となり、事件を嗅ぎ付ける能力を持つ藤崎律可とパソコンが得意な梅崎仁と共に難事件を解決していく。

## 登場人物

### メインキャラクター
詩音ひなみ（しおん ひなみ）
声 - 木戸衣吹
本作の主人公。人前は苦手で地味だが本を読むのが大好きな図書委員の少女。16歳。
丸い大きな眼鏡と三つ編みのおさげが特徴で、いつも敬語を使っている。普段は極度のアガリ症だが、眼鏡を外しておさげを解くと性格が変わり、凛とした表情の名探偵になることから、同級生の梅崎仁から「ナゾトキ姫」というニックネームを付けられた。
同級生で探偵仲間の藤崎律可と仁から想いを寄せられているが、本人はどちらも選ぶことができず、いつも彼らをヤキモキさせている。ナゾトキ姫の正体は基本的には秘密だが、彼女自身が信用できる（秘密を守れる）と判断した人物には正体を明かすこともある。決め台詞は「このナゾのラストページは私がめくってさしあげます」。
藤崎律可（ふじさき りっか）
声 - 石川界人
通称：リッカくん。学校きっての問題児と言われるやんちゃな性格の少年で、よく先生から追いかけられている。
過去300回以上事件に遭遇したと語っているほど、よく事件現場に居合わせる体質で、これから起こる事件を前もって察知する能力を持っている。ひなみに想いを寄せていて、仁とはライバル関係にある。運動神経が抜群で、事件の時には主に体力仕事を担当する。ひなみのことはニックネームで「ひなみん」と呼んでいる。
梅崎仁（うめざき じん）
声 - 松岡禎丞
通称：梅くん。パソコンが得意で、パソコン部員でもあるクールな性格の少年。
いつも頭にフードをかぶっていて一見暗めに見えるものの、実はホームズが大好きでひなみのファン。
ひなみとはいつも敬語で話している。パソコンの技能は高く、ハッキングも難なくできる。律可と同じくひなみに想いを寄せていて、律可とはライバル関係にある。父親は大企業の社長で金持ち。事件の時には主に頭脳労働を担当する。

### ゲストキャラクター
三毛門刑事（みけかどけいじ）
声 - 箭内仁
作中に時おり登場する若くてイケメンの刑事。警察の立場からたまにナゾトキ姫に協力することがある。
ひなみとはある意味ただならぬ関係になりつつある男性で、律可と仁からは恋敵として警戒されている。
アニメでは第6話より登場。
赤坂龍二（あかさか りゅうじ）
『図書室のナゾトキ姫』に登場。
一見真面目で優しそうな放送委員だが、実はホームズの貴重本を狙っていた。
東比恵 愛地（ひがしひえ あいち）
『うそつきは毒の味』に登場。
サッカー部エース。試合で活躍したものの、その後毒を飲まされ倒れる。
渡辺雫（わたなべ しずく）
『うそつきは毒の味』に登場。
愛地の彼女。しかし8年前に愛地の父親による交通事故で両親を亡くし恨んでいた。
室見麻紀（むろみ まき）
『うそつきは毒の味』に登場。
雫の親友。実は愛地に惚れていた。
貝塚知宏（かいづか ともひろ）
『うそつきは毒の味』に登場。
サッカー部員。愛地をライバル視していた。
伊賀みのり（いが みのり）
『秘密の花園の白バラ』に登場。
ひなみの元同級生で、私立花園女子学院のソフト部所属。
後藤乃亜（ごとう のあ）
『秘密の花園の白バラ』に登場。
私立花園女子学院のソフト部マネージャー。中学までは投手をしていたものの肘を壊してマネージャーになった。しかし実は死んだ姉の復讐のためデータを改竄し不正入学した男子。
田代守（たしろ まもる）
『秘密の花園の白バラ』に登場。
私立花園女子学院の警備員。
花園宏美（はなぞの ひろみ）
『秘密の花園の白バラ』に登場。
私立花園女子学院のソフト部顧問。理事長の娘婿。シャワーを浴びている時に犯人に襲われる。
土井達也（どい たつや）
『秘密の花園の白バラ』に登場。
私立花園女子学院の事務員。
古賀元幸（こが もとゆき）
『秘密の花園の白バラ』に登場。
私立花園女子学院のソフト部コーチ。
花園一朗（はなぞの いちろう）
『秘密の花園の白バラ』に登場。
私立花園女子学院理事長。
藤ノ木大輔（ふじのき だいすけ）
『深夜の七不思議事件』に登場。
新聞部。夜の学校に七不思議「乙女の像の涙」の取材に来て、宝探しゲームを始める。
池尻友香（いけじり ともか）
『深夜の七不思議事件』に登場。
新聞部で大輔の恋人。宝探しゲームのあと、ひとりになった時に襲われ怪我を負う。
戸畑秀司（とばた しゅうじ）
『深夜の七不思議事件』に登場。
新聞部。友香の事が好き。
飯塚愛（いいづか あい）
『深夜の七不思議事件』に登場。
新聞部。噂好き。
浦田ちせ（うらた ちせ）
『深夜の七不思議事件』に登場。
新聞部。宝探しゲームのあと、家庭教師が来るとの理由で帰っている。大輔の事が好きで七不思議を広め犯行を行った。
濱村優斗（はまむら ゆうと）
『小さな依頼人』に登場。
少年漫画家の息子。漫画家の父親の盗作による無実を訴えるため図書館探偵団に依頼を持ちかけてくる。
濱村真人（はまむら まさと）
『小さな依頼人』に登場。
少年漫画家。『探偵ジョーカーズ』で人気となっているがネット上で盗作疑惑が発覚し、スランプに陥るが疑惑が晴れて図書館探偵団に取材を持ちかけた。
濱村智子（はまむら ともこ）
『小さな依頼人』に登場。
少年漫画家の妻。夫の盗作疑惑に口出しをしていないが夫のことを心配している。
高橋（たかはし）
『小さな依頼人』に登場。
濱村真人のアシスタント。
石田（いしだ）
『小さな依頼人』に登場。
濱村真人のアシスタント。身内の借金問題で少年漫画家である若松ケイタロウの指示で犯行を行った。
若松ケイタロウ（わかまつ けいたろう）
『小さな依頼人』に登場。
少年漫画家。『怪盗小町』で人気だが、濱村真人の盗作疑惑を持ちかけた張本人。
時計うさぎ
声 - 田野アサミ
『クイーンワールドのナゾトキバトル』より登場。
時計ばかりを狙う怪盗。チェックのタキシードを着ている少年の姿をしているが、実は少女。
クイーンワールドに予告状を出しナゾトキ姫に挑む。
斗野梓（との あずさ）
声 - 斉藤壮馬
『クイーンワールドのナゾトキバトル』より登場する高校生。愛称トノくん。
警察庁長官の息子でいくつかの事件を解決していると言われるが、時計うさぎの謎を解くもフェイクに騙される。
いささか高飛車な態度ではあるが基本的には真面目な性格で、柔道の達人でもある。
梅崎　夜美　（うめざき　やみ）
『黒いサンタクロース事件』より登場。
梅の親戚で、オカルトが大好きな小学生の男の子。梅と同じ黒いパーカーを着ているが、サイドの髪の前をリボンで結んでいる。
江戸川コナン（えどがわ コナン）
『名探偵コナン』とのコラボレーション読切シリーズより登場。

### OVAに登場
海路聡子（うみじ さとこ）
声 - 石田晴香（AKB48）
『亡霊がささやく島』およびOVA『海賊の宝と子守唄』に登場。
遭難先の孤島・錨島に建っていた屋敷の主。代々島のお宝を守っていた家系で、学校には通っておらず執事に教わっていた。海賊の霊の声に脅えている。母親の形見に珊瑚のブレスレットを持っている。
瀬場鈴之介（せば すずのすけ）
『亡霊がささやく島』に登場。
屋敷の執事。
大森貴子（おおもり たかこ）
『亡霊がささやく島』に登場。
屋敷のお手伝い。
中間幸夫（なかま さちお）
『亡霊がささやく島』に登場。
屋敷のコック。海賊らしい人影ともみ合い海に落ちたかのようにみえたが、実は海賊のお宝を狙って来ていた。
鈴村ちゆ
声 - 小倉唯
『クリスマスの依頼人』に登場。
祖母の家の幽霊現象について依頼してきた小学4年生。
チヨ
声 - 南山裕希
『クリスマスの依頼人』に登場。
ちゆの祖母。悪徳不動産から立ち退きを迫られており、同時期から家でポルターガイスト現象が起こるようになった。
吉冨（よしとみ）
声 - 後藤光祐
『クリスマスの依頼人』に登場。
チヨの隣の住人。チヨ同様、不動産から立ち退きを迫られポルターガイストも起こっていると証言したが、実は権田に強要されポルターガイスト現象を仕掛けた。
権田（ごんだ）
声 - あべそういち
『クリスマスの依頼人』に登場。
チヨに立ち退きを要求している悪徳不動産。
羽仁伊代（はにいよ）
声 - 金田アキ
『キューピット像の伝説』に登場。
キューピットの謎についてナゾトキ姫に相談に来る。
駄阿林太郎（だありんたろう）
声 - 島﨑信長
『キューピット像の伝説』に登場。
羽仁伊代の恋人。
東郷（とうごう）
声 - 高橋英則
『キューピット像の伝説』に登場。
キューピット像を製作した校長の知り合いの彫刻家。1年前にゴールドバーを強奪しキューピット像に隠していたため、学校のキューピット像をすり替える。
東郷の妻
声 - 中嶋ヒロ
『キューピット像の伝説』に登場。
東郷の妻。キューピット像を本来のものではなくうっかり自宅用のものを寄贈してしまったが、そのまま飾ることになった。
大久保琴音（おおくぼ ことね）
声 - 大亀あすか
『さらわれたナゾトキ姫』に登場。
ひなみとは同級生で新人アイドル。オーディションの直前に、ひなみに衣装を着せて替え玉にしたためひなみが誘拐されてしまう。
榊（さかき）マネージャー
声 - 日野聡
『さらわれたナゾトキ姫』に登場。
琴音のマネージャー。
寺田琉聖（てらだ りゅうせい）
声 - 阿部敦
『さらわれたナゾトキ姫』に登場。
男性アイドル。実は琴音とずいぶん前から密かに付き合っていた。
勝野留々奈（かつの るるな）
声 - 潘めぐみ
『さらわれたナゾトキ姫』に登場。
オーディション最終選考に残った、男性を軽々と持ち上げられるほどの力持ちが自慢の女性アイドル。将来の夢はアクション俳優。琴音のオーディションを妨害するために閉じ込めようとするが、間違えてひなみを攫う。
鳴上花波（なるかみ かなみ）
声 - 遠藤綾
『ナゾトキ王子は迷探偵!?』に登場。
アフリカに行く彼から贈られたプロポーズの返事も兼ねたパールのネックレスを取り戻してほしいと依頼に来た女性看護師。交際に反対していた家族を疑っていた。
鳴上穂波（なるかみ ほなみ）
声 - 豊崎愛生
『ナゾトキ王子は迷探偵!?』に登場。
花波の妹で中学生。事件のあった昨日は図書館で勉強をしていたと言っていたが、その日は近郊の図書館は休館日だった。
鳴上美穂（なるかみ みほ）
声 - 寺田はるひ
『ナゾトキ王子は迷探偵!?』に登場。
花波の母親。事件のあった昨日はパートに出て、スーパーに寄っていた。
鳴上波太郎（なるかみ なみたろう）
声 - 田中宏
『ナゾトキ王子は迷探偵!?』に登場。
花波の父親。事件のあった昨日は仕事をしていた。

## 書誌情報
- 阿南まゆき 『ナゾトキ姫は名探偵』 小学館〈ちゃおフラワーコミックス〉、既刊17巻（2022年4月26日現在）
  1. 2010年11月29日発売[1]、ISBN 978-4-09-133446-6
  2. 2011年6月1日発売[2]、ISBN 978-4-09-133777-1
  3. 2012年4月27日発売[3]、ISBN 978-409-134457-1
  4. 2012年11月1日発売[4]、ISBN 978-4-09-134760-2
  5. 2013年4月1日発売[5]　ISBN 978-4-09-135343-6
  6. 2013年8月30日発売[6]、ISBN 978-4-09-135548-5
    - 『アニメDVD付特装版』同日発売[6]、ISBN 978-4-09-159158-6

  7. 2014年2月27日発売[7]、ISBN 978-4-09-135728-1
  8. 2014年9月1日発売[8]、ISBN 978-4-09-136289-6
  9. 2015年6月1日発売[9]、ISBN 978-4-09-137289-5
  10. 2016年2月1日発売[10]、ISBN 978-4-09-138210-8
  11. 2017年2月1日発売[11]、ISBN 978-4-09-138878-0
  12. 2017年11月29日発売[12]、ISBN 978-4-09-139823-9
  13. 2018年12月26日発売[13]、ISBN 978-4-09-870320-3
  14. 2020年1月31日発売[14]、ISBN 978-4-09-870740-9
  15. 2020年12月25日発売[15]、ISBN 978-4-09-871236-6
  16. 2021年6月30日発売[16]、ISBN 978-4-09-871423-0
  17. 2022年4月26日発売[17]、ISBN 978-4-09-871623-4

## 小説
『ナゾトキ姫と嘆きのしずく』（小説）
小学館ジュニア文庫。作者：澁谷正子、原作・イラスト：阿南まゆき。2012年4月26日発売。ISBN 978-4-09-230727-8
『ナゾトキ姫は名探偵 怪盗時計うさぎからの挑戦状』（小説&パズルブック）
ちゃおノベルズ。作者：時海結以、原作・イラスト：阿南まゆき、イラスト：えびなしお。2013年2月20日発売。ISBN 978-4-09-289566-9
『ナゾトキ姫と魔本の迷宮』（小説）
小学館ジュニア文庫。作者：蜜家ビィ、原作・イラスト：阿南まゆき。2013年5月22日発売。ISBN 978-4-09-230738-4
『ナゾトキ姫とアイドル怪人Xからの挑戦状』（小説）
小学館ジュニア文庫。作者：蜜家ビィ、原作・イラスト：阿南まゆき。2014年4月23日発売。ISBN 978-4-09-230758-2

## OVA
『ナゾトキ姫は名探偵♥』は、2012年9月号より付録DVD『ちゃおちゃおTV!』に収録されたオリジナルアニメーション。第1話は本誌掲載漫画「亡霊がささやく島」と連動しており、掲載漫画からの続きとなっている。第2、3話は原作者書き下ろしストーリー。

### スタッフ
- 原作 - 阿南まゆき
- 企画 - ちゃお編集部
- 監督 - えらん（1-3）、ウチダシンゴ（4-）
- キャラクターデザイン - 佐野隆雄
- 美術監督 - 近藤美幸（1-3）、三宅昌和（4-）
- 色彩設計 - なかむらちほ（1-3）、長谷川一美（4-）
- 撮影監督 - 小澤篤史（1-3）、競昌則（AMGA）（4-）
- 編集 - 小峰博美（1-3、5-）、西重成（AMGA）（4）
- 音響監督 - 浦狩裕樹
- 音響効果 - 山田香織（サウンドリング）
- 音響制作 - HALF H・P STUDIO
- 音楽 - Yamasaki（1-3）、工藤ともり（4-）
- アニメーション制作 - SynergySP
- アニメーション制作協力 - A.P.P.P.（4-）
- 制作 - 小学館集英社プロダクション
- 製作・著作 - 小学館

### 主題歌
テーマソング「ナゾトキ☆トキメキ☆名探偵」
作詞 - 江戸山紫 / 作曲・編曲 - サデスバーリコード / 歌唱 - 詩音ひなみ（木戸衣吹）

### 各話リスト
| 話数  | サブタイトル                     | 脚本     | コンテ       | 演出             | 作画監督                                       | 収録号       |
| ----- | -------------------------------- | -------- | ------------ | ---------------- | ---------------------------------------------- | ------------ |
| 第1話 | 海賊の宝と子守唄                 | 山田由香 | えらん       | 菱川直樹         | -                                              | 2012年9月号  |
| 第2話 | クリスマスの依頼人               | -        | えらん       | 菱川直樹         | 時永宜幸                                       | 2012年12月号 |
| 第3話 | キューピッド像の伝説             | -        | えらん       | 菱川直樹         | 山中篤美                                       | 2013年5月号  |
| 第4話 | さらわれたナゾトキ姫             | 山田由香 | ウチダシンゴ | 山崎茂           | 徳倉栄一                                       | 2013年8月号  |
| 第5話 | ナゾトキ王子は迷探偵!?           | 山田由香 | ウチダシンゴ | かわこしたかひろ | 大西秀明                                       | 2013年12月号 |
| 第6話 | クイーンワールドのナゾトキバトル | 山田由香 | いわたかずや | かわこしたかひろ | 徳倉栄一、相澤秀亮 市野まりあ、永吉隆志 小畑賢 | 2014年2月号  |

## 異業種とのコラボレーション
- リアル脱出ゲームとのコラボレーション

2012年7月〜8月にかけてちゃおの夏休みイベント『サマーフェスティバル2012』との連動でSCRAP原案の下2012年8月号にプロローグコミックを掲載し、サマーフェスティバル2012の会場で実施した。
- デパートとのコラボレーション

伊勢丹新宿店2013年初売り福袋企画で購入者が漫画に出演できる権利証を販売し、2013年4月号の読み切りで掲載した。
- 名探偵コナンとのコラボレーション

異業種ではないが、青山剛昌の名探偵コナンとのコラボ漫画が太田勝の手によってちゃおの2014年6月号に掲載された。豪華列車に乗り合わせた一行がダイヤの盗難事件に立ち向かうといった内容。